# مقاطعة واساتش (يوتا)
مقاطعة واساتش (بالإنجليزية: Wasatch County)‏ هي إحدى مقاطعات ولاية يوتا في الولايات المتحدة الأمريكية.